# Yves Gingras
Pour les articles homonymes, voir Gingras.
Yves Gingras, né en 1954 à Montréal, est un historien et sociologue des sciences québécois.

## Biographie
Yves Gingras a étudié la physique à l'Université Laval à Québec et y obtient son diplôme de maîtrise en 1979 avec une thèse sur les équations de Maxwell, Il découvre que son intérêt porte plutôt sur l'histoire et la sociopolitique des sciences et se tourne vers l'Université de Montréal d'où il obtient un doctorat en 1984,. Après un post-doc à l'université Harvard de 1984 à 1986, il est recruté comme professeur de sociologie à l'Université du Québec à Montréal en 1986, puis au département d'histoire en 1989,.
Depuis, il est professeur d'histoire et de sociologie à l'Université du Québec à Montréal (UQAM), où il a contribué à la fondation de l'Observatoire des sciences et des technologies (OST) en 1997. Chercheur au Centre interuniversitaire de recherche sur la science et la technologie (CIRST), dont il est directeur de 2001 à 2004, Yves Gingras est ensuite titulaire de la Chaire de recherche du Canada en histoire et sociologie des sciences (CHSS) de 2005 à 2018.
Depuis 1997, il tient une chronique scientifique à l'émission radiophonique Les Années lumière sur la Première Chaîne de Radio-Canada. Il est plusieurs fois professeur invité au CNRS, à l’École des hautes études en sciences sociales, à l’université Louis-Pasteur, à l’université de Toulouse-Le Mirail, à l’université de Provence Aix-Marseille I et à l'Université de Toronto. En 2000, il effectue un séjour de recherche à l'Institut Dibner pour l'histoire des sciences et de la technologie du MIT.
Yves Gingras contribue de manière importante à l'histoire des sciences au Québec et de manière plus large au Canada et en Amérique du Nord. Il est l'auteur ou a participé à près d'une vingtaine de livres et monographies et a publié plusieurs centaines d’articles où il met de l'avant une analyse rationnelle et critique des données empiriques de l'histoire des sciences,. Il a dirigé une cinquantaine d’étudiants au doctorat et à la maîtrise, a mené à terme  de nombreux contrats de recherche et participe à plusieurs comités éditoriaux et d'évaluation d'articles de revues savantes. Il est membre de la Commission scientifique et technique indépendante sur la reconnaissance de la liberté académique dans le milieu universitaire, mise sur pied en 2021

## Prix et distinctions
Yves Gingras a reçu plusieurs prix dont, :
- 1988 - Prix Michel-Brunet de l'Institut d'histoire de l'Amérique française ;
- 2001 - Prix Ivan-Slade de la British Society for the History of Science (en) pour son essai « The Social and Epistemological Consequences of the Mathematization of Physics »[8] ;
- 2005 - Prix Gérard-Parizeau « en reconnaissance de son œuvre exceptionnelle et de son engagement social dans l’ouverture du vaste et difficile champ de l’histoire des sciences »[9] ;
- 2007 - Prix Jacques-Rousseau, multidisciplinarité, remis par l'Acfas, pour sa contribution au développement du champ STS (science, technologie et société) au Québec et ailleurs[10] ;
- 2008 - Membre émérite de l'Acfas
- 2018 - Prix Léon-Gérin, pour sa carrière scientifique remarquable, sa contribution à l’essor de la sociologie des sciences et à la scientométrie, ainsi que le rayonnement de ses travaux à l’échelle internationale[6] ;
- 2019 - Chevalier de l'Ordre national du Québec pour souligner l’importance de sa production savante et son talent exceptionnel de vulgarisateur des connaissances scientifiques (notamment par sa participation à la célèbre collection Que sais-je ? et sa grande présence médiatique)[11],[12].
- 2024 - Prix Science et Laïcité en France par le Comité Laïcité République[13].

## Prise de position
lI intervient régulièrement de manière critique pour dénoncer les systèmes de la publication et de l’évaluation scientifique ou encore pour prôner un ralentissement des sciences.
En 2020, il illustre sa critique vigoureuse de l'utilisation de l'indice h par la comparaison des indices respectifs d'Albert Einstein et du médecin médiatique Didier Raoult.

## Publications (liste non exhaustive)
- Yves Gingras, Luc Chartrand et Raymond Duchesne, Histoire des sciences au Québec, Éditions du Boréal (1re éd. 1987), 536 p. (ISBN 9782764606230, résumé).
- Yves Gingras, Les origines de la recherche scientifique au Canada : le cas des physiciens, Éditions du Boréal (1re éd. 1991), 300 p. (ISBN 9782890523593, résumé).
- Yves Gingras, Peter Keating et Camille Limoges, Du scribe au savant. Les porteurs du savoir de l'Antiquité à la Révolution industrielle, Éditions du Boréal (1re éd. 1998), 362 p. (ISBN 9782764600047, résumé).
- Yves Gingras, The Social and Epistemological Consequences of the Mathematization of Physics, 2005.
- Yves Gingras, Éloge de l'homo techno-logicus, Fides, 2005, 50 p. (ISBN 9782762126303).
- Yves Gingras et Yanick Villedieu, Parlons Sciences : entretiens avec Yanick Villedieu sur les transformations de l'esprit scientifique, Éditions du Boréal, 2008, 267 p. (ISBN 9782764605820).
- Yves Gingras et Yanick Villedieu, Propos sur les sciences : entretiens avec Yannick Villedieu, Éditions du Boréal, 2010, 204 p. (ISBN 9782912107503).
- Yves Gingras, Sociologie des sciences, Paris, Presses universitaires de France, coll. « Que sais-je ? », 11 janvier 2017, 127 p. (ISBN 978-2-13-078943-7 et 2-13-078943-9, OCLC 972526766, résumé).
- Yves Gingras, Histoire des sciences, Paris, Presses universitaires de France, coll. « Que sais-je ? », 10 janvier 2018, 127 p. (ISBN 978-2-13-054387-9 et 2-13-054387-1, OCLC 1021879894, lire en ligne)
- Yves Gingras, Pour l'avancement des sciences : Histoire de l'Acfas (1923-2003), Éditions du Boréal, coll. « Essai Boréal », 13 février 2023, 2e éd. (1re éd. 1994), 268 p. (ISBN 9782764627488, 9782764647486 et 9782764637487)
- Yves Gingras, William R. Shea, L'Ambassadeur de Galilée, Paris, Les Belles Lettres, 298 p., 2025  (ISBN 9782251457321)